# Compus de cinci mici rombihexaedre
În geometrie compusul de cinci mici rombihexaedre este un compus poliedric uniform format din 5 mici rombihexaedre, cu simetrie icosaedrică (Ih).
Are indicele de compus uniform UC63.

## Mărimi asociate

### Coordonate carteziene
Are același aranjament al vârfurilor și al laturilor cu compusul de cinci rombicuboctaedre ca urmare coordonatele carteziene ale vârfurilor acestui compus sunt toate permutările ciclice ale
{\displaystyle \left(\,\pm (2-{\sqrt {2}}),\,\pm {\sqrt {2}},\,\pm (2-{\sqrt {2}})\,\right)}
{\displaystyle \left(\,\pm \varphi ,\,\pm (\varphi ^{-1}-\varphi ^{-1}{\sqrt {2}}),\,\pm (2\varphi -1-\varphi {\sqrt {2}})\,\right)}
{\displaystyle \left(\,\pm 1,\,\pm (\varphi ^{-2}+\varphi ^{-1}{\sqrt {2}}),\,\pm (\varphi ^{2}-\varphi {\sqrt {2}})\,\right)}
{\displaystyle \left(\,\pm (1-{\sqrt {2}}),\,\pm (-\varphi ^{-2}+{\sqrt {2}}),\,\pm (\varphi ^{2}-{\sqrt {2}})\,\right)}
{\displaystyle \left(\,\pm (\varphi -\varphi {\sqrt {2}}),\,\pm (-\varphi ^{-1}),\,\pm (2\varphi -1-\varphi ^{-1}{\sqrt {2}})\,\right)}
unde {\displaystyle \varphi ={\frac {1+{\sqrt {5}}}{2}}} este secțiunea de aur.

### Rază circumscrisă
Raza circumscrisă pentru lungimea laturii de 1 unitate este dată de relația:
{\displaystyle R={\frac {1}{2}}{\sqrt {5+2{\sqrt {2}}}}\approx 1,398966.}

### Volum
Următoarea formulă pentru volum V este stabilită pentru lungimea laturilor tuturor poligoanelor (care sunt regulate) a:
{\displaystyle V=20\,a^{3}.}